# Dee and Patty
Dee and Patty, auch als Pat and Dee bekannt, waren ein US-amerikanisches Rockabilly-Duo.

## Karriere
Dee und Patty bestanden aus Dwight Mullinax (* in Grafford, Texas) und Lynda Timmons, die unter ihren Künstlernamen „Dee Mullins“ und „Patsy Timmons“ arbeiteten. Ihre erste Platte veröffentlichte das Duo im Februar 1958 bei Mercury Records mit First Date / Parking. Im selben Monat brachte Mercury eine zweite Version der Single heraus. Im Sommer nahmen Mullins und Timmons als „Pat & Dee“ für Dixie Records auf und spielten auch jeweils einen Solo-Titel ein, die auf einer EP erschienen. Im Oktober wechselten Dee und Patty dann zu Pappy Dailys neu gegründetem Label D Records, wo sie eine weitere Single veröffentlichten und anschließend als Solisten aktiv waren. Timmons veröffentlichte unter ihrem Namen einige Platten und auch Dee Mullins nahm die Single I've Got A Right To Cry / Worlds A Lie für D auf, die 1959 erschien. Neben ihrer Arbeit im Studio bestritten Dee und Patty auch Auftritte mit anderen Rockabilly-Künstlern wie Dick Penner (von Wade and Dick) und Gene Vincent in Texas. Das Duo absolvierte auch Gastauftritte im Louisiana Hayride und war regelmäßig im Cowtown Hoedown auf KCUL zu hören. Dee Mullins starb 1991.

## Diskographie

### Als Duo
| Jahr | Titel | Plattenfirma    |
| ---- | --- | --------------- |
| 1958 | First Date / Parking | Mercury Records |
| 1958 | Our First Date / Parking | Mercury Records |
| 1958 | Gee Whiz / Don't Tease Me | Dixie Records 1 |
| 1958 | Sweet Lovin' Baby / Ohh-Wow | D Records       |
| 1958 | EP - One Week Later - She's No Angel - Truly I Love You (von Wes Holly) - Eskimo Pie (von George Jones) - Ballad of a Teenage Queen (von Sleepy LaBeef) - Oh Oh, I'm Falling In Love Again | Dixie Records 2 |

1 Dixie als Pat and Dee veröffentlicht.

2 Titel eins als Pat & Dee; Titel zwei von Patsy Timmons; Titel sechs von Dee Mullins

### Als Solo-Künstler
Patsy Timmons:
| Jahr | Titel                                   | Plattenfirma |
| ---- | --------------------------------------- | ------------ |
| 1958 | Step Aside Old Heart / I Understand Him | D Records    |
|      | I've Got It / Answer To "Life To Go"    | D Records    |
|      | Branded For Life / My Philosophy        | D Records    |

Dee Mullins
| Jahr | Titel                                                               | Plattenfirma          | Chartplatzierungen |
| ---- | ------------------------------------------------------------------- | --------------------- | ------------------ |
| 1959 | I've Really Got a Right To Cry / Worlds a Lie                       | D 1066                |                    |
| 1965 | Love Makes The World Go Round / Come On Back (and Be My Love Again) | Mel-O-Dy 117          |                    |
|      | War Baby / ?                                                        | SSS International 707 |                    |
|      | I am the Grass / The World I'm Livin' In                            | SSS International 728 |                    |
| 1967 | Texas Tea / ?                                                       | SSS International 745 | #67 / -            |
| 1968 | The Continuing Story of Harper Valley, P.T.A. / Satisfied Old Man   | SSS International 749 |                    |
|      | California, the Promise Land / Remember Betlehem                    | Plantation PL-68      | - / #71            |